# Laetitia Muespach
Laetitia Muespach (* 10. April 2002) ist eine schweizerische und französische Ringerin.

## Werdegang
Laetitia Muespach begann im Jahr 2009 beim Ringerclub Therwil und nahm im 2010 an ihrem ersten Turnier teil. Die 1,60 m grosse Ringerin startet in der Gewichtsklasse 62 Kg und kämpft in Frankreich für SGL Village-Neuf. Ihre Trainingseinheiten absolviert sie in Therwil, Village-Neuf, Rheinfelden, Adelhausen und Sausheim.
Aufgrund ihres Wohnortes in der französischen Gemeinde Leymen und ihrer Schweizer Staatsbürgerschaft, welche sie 2018 erlangt hat, kann sie in beiden Ländern starten. Ein erstes Mal an nationalen Meisterschaften auf sich aufmerksam machte die Schülerin sich 2016 mit dem Gewinn der Bronzemedaille an den französischen Meisterschaften und der Silbermedaille an den Schweizermeisterschaften. Im gleichen Jahr gewann sie am grossen Osterturnier in Utrecht ebenfalls Silber.
2017 belegte sie bei den französischen und den Schweizer Meisterschaften jeweils den 3. Rang und auch am Osterturnier in Utrecht war sie wieder Zweite. Im Folgejahr konnte sie an den französischen Meisterschaften den Vizemeistertitel erringen und an den Schweizermeisterschaften wurde sie Dritte.  2018 konnte sie zudem das grosse Turnier in New York gewinnen.
2019 kehrte sie wiederum mit einer Bronzemedaille von den französischen Meisterschaften heim und  in der Schweiz wurde sie Vizeschweizermeister.

## Nationale Erfolge Schweiz
| Jahr | Rang | Gewicht | Wettbewerb               | Ort             |
| ---- | ---- | ------- | ------------------------ | --------------- |
| 2016 | 2.   | 58 kg   | Schweizermeisterschaften | Sense           |
| 2017 | 3.   | 63 kg   | Schweizermeisterschaften | Genf            |
| 2018 | 3.   | 65 kg   | Schweizermeisterschaften | Willisau        |
| 2019 | 2.   | 65 kg   | Schweizermeisterschaften | Einsiedeln      |
| 2021 | 3.   | Ü65 kg  | Schweizermeisterschaften | Bern            |
| 2024 | 2.   | Ü65 kg  | Schweizermeisterschaften | Collombey Muraz |

## Internationale Erfolge
| Jahr | Rang | Gewicht | Wettbewerb                   | Ort          |
| ---- | ---- | ------- | ---------------------------- | ------------ |
| 2016 | 2.   | 58 kg   | Internationales Turnier      | Utrecht/NL   |
| 2016 | 3.   | 58 kg   | Französische Meisterschaften | Châlons/F    |
| 2017 | 2.   | 58 kg   | Internationales Turnier      | Utrecht/NL   |
| 2017 | 3.   | 58 kg   | Französische Meisterschaften | Marquises/F  |
| 2018 | 2.   | 61 kg   | Französische Meisterschaften | Vallet/F     |
| 2018 | 1.   | 62 kg   | Internationales Turnier      | New York/USA |
| 2018 | 4.   | 63 kg   | Internationales Turnier      | Berlin/D     |
| 2018 | 2.   | 65 kg   | Internationales Turnier      | La Réunion/F |
| 2019 | 3.   | 61 kg   | Französische Meisterschaften | Le Pouzin/F  |